# Clemente (historieta de Caloi)
Clemente es un personaje de historieta creado el 8 de marzo de 1973 por el historietista argentino nacido en Salta Carlos Loiseau, más conocido como Caloi, que se publicó diariamente en la página de humor del diario Clarín de Buenos Aires hasta el 22 de septiembre de 2012.
Nació como un personaje secundario de la tira Bartolo el maquinista. El 8 de marzo de 1973 fue presentado como su mascota. Poco después, la tira pasa a llamarse Bartolo y Clemente, y luego Clemente y Bartolo, hasta desplazar a Bartolo como personaje principal de la tira, pasándose a llamar Clemente.

## Características
Se trata de un ser sin alas ni brazos y cubierto de rayas horizontales que le rodean el cuerpo en círculos. Originalmente, el personaje podía pasar por un ornitorrinco caricaturizado —de hecho, su primer parlamento fue una onomatopeya de pájaro—, aunque posteriormente sus formas, sobre todo el hocico, se redondearon. 
Clemente es un personaje que ha sufrido una evolución psicológica a lo largo de su historia, partiendo de la inconsciencia similar a la de un pájaro de las primeras historietas, pasando por un estadio infantil o pseudoinfantil, hasta llegar a la personalidad final del personaje, el cual encarna muchos de los tópicos del llamado «porteño vivo» o «porteño chanta», similares a los que se le achacan a los habitantes de distintas capitales de los países castellanohablantes. 
Clemente es un personaje crítico de la realidad, y el fútbol (se reconoce como peronista e hincha de Boca Juniors), que representa las características del hombre argentino. Se alimenta fundamentalmente con aceitunas y ocasionalmente con mate. A propósito de las aceitunas, tuvo durante el mundial de fútbol de 1978, una curiosa y ficticia discusión sobre el tirar papelitos en las canchas con el relator José María Muñoz. Este decía que no había que arrojar papelitos a las canchas durante los partidos ya que eso hacía posible las lesiones en los jugadores, y Clemente a modo de broma sugirió entonces que se arrojaran carozos de aceituna.
Desde diciembre de 1999, con la llegada del color a la contratapa de Clarín, las tiras fueron coloreadas por María Verónica Ramírez, esposa de Caloi.

## Personajes secundarios
Al ya mencionado Bartolo, que nace como personaje principal hasta convertirse con el tiempo en secundario y posteriormente prácticamente desaparecer, se le suman toda una serie de personajes secundarios e invitados —Carlos Gardel sería el personaje invitado más conspicuo— que han realizado distintas participaciones a lo largo de los años.

### Amantes
Clemente tiene dos amantes fácilmente reconocibles: 
- Mimí: un canario hembra que vive en una jaula, la cual está profundamente enamorada del protagonista. Es un personaje aristocrático, conservador y muy romántico.

- La Mulatona: una especie de Clemente mujer, negra y tetona. La Mulatona se expresa con modismos cubanos.

### Hijos
Clemente tiene dos hijos:
- Jacinto: el primero en aparecer, siempre está sentado en el suelo sobre un charco y suele tener largas conversaciones filosóficas con su padre en las que llega a conclusiones originales y disparatadas. Nació de una aceituna. Es hincha de River. Tiene un piercing en la nariz y usa chupete.
  - En los últimos años, tuvo dos encarnaciones, una como bebé y otra como adolescente donde incluso compartieron tiras.

- Clementina: segunda hija de Clemente, es hija también de Mimí pero morena como La Mulatona debido a los "ratones" que el protagonista tuvo con esta última.

## Personajes invitados
A lo largo de la historieta, Clemente ha ido cruzándose con una cantidad ingente de personajes aparecidos en unas pocas entregas, o que aparecen esporádicamente a lo largo del tiempo. En los comienzos de la tira, al visitar Clemente y Bartolo en el tranvía diversos escenarios oníricos que ocupaban unas cuantas entregas, muchas veces los personajes invitados eran los que iban encontrando en esos lugares, aunque también sucedía que estos personajes invitados aparecían en un momento dado y conversaban con Clemente a lo largo de varias tiras. 
Por las características surrealistas que el personaje también ha tenido a lo largo de sus más de 30 años de existencia, no era extraño que pudiera dedicar varias entregas a hablar con una piedra, a escuchar las conversaciones de una familia de pulgas sobre su lomo,  o incluso se puede observar a Clemente dialogando con una aceituna que se negaba a ser comida. Algo más humanizados, también habla con el busto en mármol de Sigmund Freud, con un «Clementosaurio» (una especie de dinosaurio que se parece mucho a Clemente solo que posee cuatro patas y es mucho más grande) o «Dolínades», aparecido a fines de los 1980. «Alexis Dolínades» es un antiguo  "filósofo griego" vestido con túnica que casi siempre se le aparece a Clemente parado sobre una columna (un "estilita"); en lo real «Dolinades» como el «Clementosaurio» parecen ser alter egos contrapuestos del mismo Clemente. También corresponde mencionar que «Dolinades» es un homenaje de Caloi al versátil humorista, cantor y actor Alejandro Dolina, repitiendo una de sus máximas: «Todo lo que el hombre hace es pa' levantarse minas [seducir mujeres]».

## Apariciones en televisión
La primera aparición del personaje como protagonista en un programa de televisión, fue con la serie Clemente, que fue un programa televisivo de animación con muñecos, con el agregado de la voz especial del actor/locutor Pelusa Suero, que se difundió diariamente por Canal 13 desde 1982 hasta 1989 y por diversas repetidoras. De esta serie es muy recordada la aparición, durante el mundial de fútbol España 82 del «hincha de Camerún», un clemente negro y con un hueso sobre la cabeza que representaba a la en ese entonces ignota en Argentina afición futbolística de Camerún en su primera participación mundialista.
La segunda aparición del personaje con programa propio y siempre con la voz de Pelusa Suero, fue en «Clemente», esta vez utilizando la animación 3D y duró dos meses en el año 2002 emitiéndose en canal 7 (Argentina).
La tercera y última aparición del personaje fue en «Clemente», esta vez él llevaba una vincha blanca que decía "YPF" y un manto con los colores de la bandera Argentina (como Súper Clemente), fueron publicidades también utilizando la animación 3D transmitidas por YPF en el año 2010 durante el mundial Sudáfrica 2010.

## Homenajes

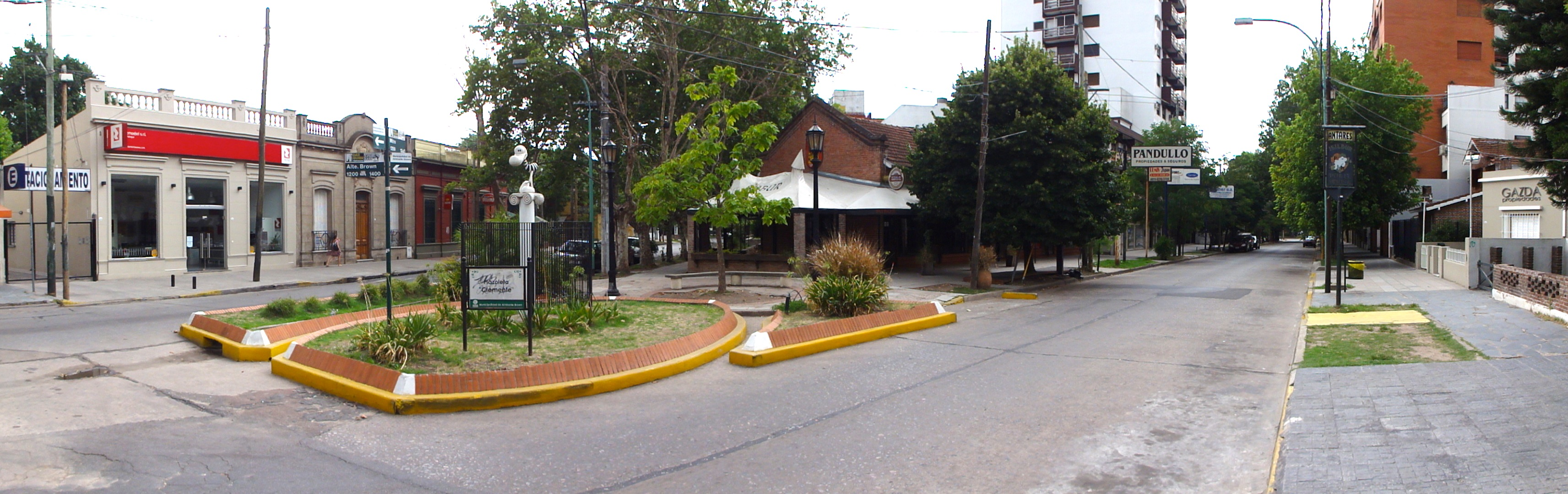
Monumento a Clemente en Adrogué.

En noviembre de 2004 se inauguró un monumento a Clemente, realizado por el escultor Fernando Rusquellas en la plazoleta homónima, diseñada por el arquitecto Marcelo Liendo. La escultura se encuentra en la ciudad de Adrogué, Gran Buenos Aires, localidad en la que Caloi vivió sus últimos años.

## Discografía
- 1978: "Tiren papelitos, Muchachos! - Junto a Carlitos Balá, Coco Diaz y otras personas argentinas famosas.
- 1982: "Clemente y sus hinchadas" - INTERDISC
- 1982: "Clemente y sus hinchadas Vol. 2" - INTERDISC
- 1986: "Argentina Campeón" - INTERDISC

## Nota
1. ↑  Caloi falleció en mayo pero dejó tiras escritas que fueron publicadas hasta esta fecha.